# Hyperolius tuberculatus
Hyperolius tuberculatus es una especie de anfibios de la familia Hyperoliidae.
Habita en Camerún, República Centroafricana, República del Congo, República Democrática del Congo, Guinea Ecuatorial, Gabón, Nigeria, posiblemente Angola, posiblemente Ruanda y posiblemente Uganda.
Su hábitat natural incluye bosques tropicales o subtropicales secos y a baja altitud, ríos, pantanos, lagos de agua dulce, marismas de agua dulce, corrientes intermitentes de agua dulce, jardines rurales, zonas previamente boscosas ahora degradadas, áreas de almacenamiento de agua, estanques y canales y diques.